# Daniel Kilioni

a Compétitions nationales et continentales officielles uniquement.

b Matchs officiels uniquement.
Dernière mise à jour le 15 octobre 2021.
Daniel Kilioni, né le 22 février 1993 à Nukuʻalofa aux Tonga, est un joueur tongien de rugby à XV et rugby à sept évoluant au poste d'ailier. Il est sélectionné en équipe des Tonga de rugby à sept depuis 2011.

## Carrière

### En club
Daniel Kilioni rejoint pour la saison 2013-2014 le centre de formation du FC Grenoble avec qui il signe un contrat espoir.
À l'intersaison 2016, il est prêté par le FC Grenoble à l'US Carcassonne pour obtenir du temps de jeu.
À la suite de nombreuses blessures, il n'est pas conservé par le club grenoblois en juin 2020.
Après une saison blanche en 2020-2021, il retrouve un club en août 2021, lorsqu'il rejoint le CM Floirac en Fédérale 1. 

### En équipe nationale
Daniel Kilioni est sélectionné pour la première fois avec l'équipe des Tonga de rugby à XV en juin 2016 pour disputer la Pacific Nations Cup. Il obtient sa première cape internationale le 11 juin 2016 à l’occasion d’un match contre l'équipe des Fidji à Suva.
Initialement non retenu pour disputer la Coupe du monde 2019, il rejoint les Ikale Tahi en cours de compétition en remplacement de Nafi Tuitavake blessé lors du premier match de poule. Il ne dispute cependant aucun match.

## Palmarès

### En club
- Championnat de France de Pro D2 : 
  - Vice-champion (1) : 2018 avec le FC Grenoble